# Ibn Abī Usaibiʿa
Ibn Abī Usaibiʿa (arabisch ابن أبي أصيبعة, DMG Ibn Abī Uṣaibiʿa; * nach 1194 in Damaskus; † 1270 in Salchad) war ein syrischer Arzt, Medizinhistoriker und Biograph. Sein voller arabischer Name lautet Muwaffaq ad-Dīn Abū l-ʿAbbās Ahmad ibn al-Qāsim ibn Chalīfa ibn Yūnus asch-Schiʿrī al-Chazradschī / موفق الدين أبو العباس أحمد بن القاسم بن خليفة بن يونس الشعري  الخزرجي / Muwaffaq ad-Dīn Abū l-ʿAbbās Aḥmad b. al-Qāsim b. Ḫalīfa b. Yūnus aš-Šiʿrī al-Ḫazraǧī. Neben seiner ärztlichen Tätigkeit verfasste er eine ausführliche Geschichte der Medizin, die vor allem eine Sammlung von 380 Biographien, hauptsächlich arabischsprachiger Ärzte und Wissenschaftler, darstellt.

## Leben
Ibn Abī Usaibiʿa entstammte einer Ärztefamilie. Er studierte Medizin in Damaskus und erhielt dabei Botanik-Unterricht von Ibn al-Baitar. Ibn Abī Usaibiʿa arbeitete im Damaszener Nuri-Krankenhaus. Später wechselte er zu dem Nasir-Hospital in Kairo. Im Jahre 1236 trat er in den Dienst von ʿIzz ad-Din Aibak al-Muʿazzami in Salchad, wo er 1270 starb. Zu seinem Freundeskreis gehörte der pharmazeutische Fachschriftsteller und Arzt ʿIzz ad-Dīn as-Suwaidī (* 1204 in Damaskus; † 1292 ebenda).

## Werk
Ibn Abī Usaibiʿa wurde bekannt wegen seiner Sammlung von Biographien عيون الأنباء في طبقات الأطباء / ʿUyūn al-anbāʾ fī ṭabaqāt al-aṭibbāʾ („Quellen der Nachrichten der Ärztegenerationen“). Das Buch umfasst 15 Kapitel und beschäftigt sich mit den Ursprüngen der Medizin und 380 Biographien bedeutsamer Ärzte und Wissenschaftler, darunter Griechen, Araber, Perser und Inder. Es enthält beispielsweise Biographien von Avicenna, al-Farabi, Ibn Ruschd, Galenos und Hippokrates und gewährt darüber hinaus Einblicke in die Funktions- und Arbeitsweise der orientalischen Medizin im 13. Jahrhundert.
Das biographische Werk basiert auf früheren biographischen Arbeiten zum Beispiel von Ibn Dschuldschul. Ibn Abī Usaibiʿa verfasste noch weitere, jedoch verlorengegangene Werke zu Themen der Medizin. Das Buch wurde 1884 in Europa von August Müller herausgegeben und 1910 von H. Waly ins Deutsche teilübersetzt.